# Niels Laursen
Niels Laursen (ur. 11 kwietnia 1881 w Vorde, zm. 13 maja 1944 w Viborgu) – duński strzelec, olimpijczyk i medalista mistrzostw świata.
Dwukrotny uczestnik igrzysk olimpijskich (IO 1908, IO 1920). Najwyższą pozycję osiągnął w 1920 roku w drużynowym strzelaniu z karabinu dowolnego w trzech postawach z 300 m (5. miejsce).
Laursen jest dwukrotnym medalistą mistrzostw świata. Zdobył dwukrotnie brązowy medal w karabinie dowolnym w trzech postawach z 300 m drużynowo (1922, 1925).

## Wyniki

### Igrzyska olimpijskie
| Igrzyska       | Konkurencja                                     | Wynik                                               | Miejsce | Źródło |
| -------------- | ----------------------------------------------- | --------------------------------------------------- | ------- | ------ |
| Londyn 1908    | Karabin dowolny, trzy postawy, 300 m            | 712 pkt. (286–224–202)                              | 33      | [ 3 ]  |
| Londyn 1908    | Karabin wojskowy, drużynowo                     | 1909 pkt. (druż.) 309 pkt. ind. (56–52–58–64–43–36) | 8       | [ 4 ]  |
| Antwerpia 1920 | Karabin dowolny, trzy postawy, 300 m            | 903 pkt. (294–280–329)                              | ?       | [ 5 ]  |
| Antwerpia 1920 | Karabin dowolny, trzy postawy, 300 m, drużynowo | 4644 pkt. (druż.) 903 pkt. ind. (294–280–329)       | 5       | [ 1 ]  |

### Medale mistrzostw świata
Opracowano na podstawie materiałów źródłowych:
| Mistrzostwa     | Konkurencja                                     | Wynik             | Miejsce |
| --------------- | ----------------------------------------------- | ----------------- | ------- |
| Mediolan 1922   | Karabin dowolny, trzy postawy, 300 m, drużynowo | 4965 pkt. (druż.) |         |
| St. Gallen 1925 | Karabin dowolny, trzy postawy, 300 m, drużynowo | 5099 pkt. (druż.) |         |